# Стрептоміцин
Стрептоміцин — антибіотик групи аміноглікозидів, широкого спектра дії.

## Історія відкриття
В 1943 році група дослідників з лабораторії Зельмана Ваксмана, зокрема Елізабет Бугі та Альберт Шатц, виділили активну речовину під назвою стрептоміцин. Пізніше цей препарат почали використовувати для лікування туберкульозу. А в 1949 році Зельману Ваксману вдалося налагодити масове виробництво цього препарату.
В 1952 році Зельман Ваксман здобув Нобелівську премію з фізіології або медицини «…за відкриття стрептоміцину, першого антибіотика, ефективного проти туберкульозу».

## Фармакологічні властивості
Стрептоміцин — антибіотик, що утворюється в процесі життєдіяльності променистих грибів роду Streptomyces. Органічна основа: N-метил- a -L-глюкозамідо- b−2-стрептозидо-стрептидин.
Молекулу стрептоміцину можна розглядати як трисахарид, утворений зі стрептидину (аміноциклітол), І-стрептози й N-метил-L-глюкозаміну.
За хімічною структурою стрептоміцин належить до антибіотиків класу аміноглікозиди. А аміноглікозиди належать до аміноциклітолів (циклогексан з гідроксильними й аміно- чи гуанідіно-замісниками) з глікозидними замісниками за однією чи кількома гідроксильними групами. Залежно від природи аміноциклітолу аміноглікозидні антибіотики поділяють на кілька груп. Стрептоміцин належить до основних аміноцикловмісних антибіотиків.
Стрептоміцин має широкий спектр антимікробної (бактерицидної) дії. Він активний відносно Mycobacterium tuberculosis, більшості грамнегативних: Eschericyia coli, Salmonella, Yersinia, Klebsiella (у тому числі Klebsiella pneumoniae), Hemophilus influenzae, Neisseria gonorroeae, Neisseria meningitidis, Yersinia pestis, Francisella tularensis, Brucella, та деяких грампозитивних мікроорганізмів:
Staphylococcus, Corinebacterium diphtheriae. Менш активний відносно Streptococcus, (у тому числі Streptococcus pneumoniae), Enterobacter. Стрептоміцин не активний відносно анаеробних бактерій, Spirocyaetaceae, Rickettsia, Proteus, Pseudomonas aeroginosa. Бактерицидну дію виявляє внаслідок зв'язування з 30S-субодиницею бактеріальної рибосоми, що приводить пригнічення синтезу білка.

## Застосування
Лікування вперше виявленого туберкульозу легень та туберкульозних уражень інших органів. Хворим, що лікувались раніше, препарат доцільно призначати після лабораторного виявлення чутливості до нього виділених хворим мікобактерій. Крім того, Стрептоміцин-КМП застосовують при гнійно-запальних процесах різної локалізації, що спричинені грампозитивними та грамнегативними мікроорганізмами, чутливими до препарату: при пневмонії, викликаній клебсієлами, при чумі й туляремії, при бруцельозі й ендокардиті.
Лікування великої рогатої худоби, овець, кіз, свиней та коней при захворюваннях шлунково-кишкового тракту, органів дихання і сечостатевої системи, шкіри та м'яких тканин, які спричинені мікроорганізмами чутливими до стрептоміцину

## Протипоказання
Захворювання слухового та вестибулярного апаратів, пов'язаних з невритом VIII пари черепних нервів і стан після перенесеного отоневриту; тяжкі форми серцево-судинної недостатності та ниркової недостатності; порушення мозкового кровообігу, облітеруючий ендартеріїт, гіперчутливість до стрептоміцину та/або інших аміноглікозидів; міастенія, ботулізм; вагітність та лактація; схильність до кровотеч; внутрішньокавернозне введення протипоказане при незарощенні плевральної порожнини у місці введення катетера та при прикореневій локалізації каверни.